# ننگخور (بوتان)
ننگخور (به لاتین: Nangkhor) یک منطقهٔ مسکونی در بوتان (کشور) است که در Pemagatshel District واقع شده‌است.
 ننگخور  ۶۷۲ نفر جمعیت دارد.